# Chökyi Chungne
| Tibetische Bezeichnung                                     |
| ---------------------------------------------------------- |
| Tibetische Schrift: སི་ཏུ་པཎ་ཆེན་ཆོས་ཀྱི་འབྱུང་གནས་                |
| Wylie-Transliteration: si tu paN chen chos kyi 'byung gnas |
| Andere Schreibweisen: Situ Paṇchen Chökyi Jungné           |

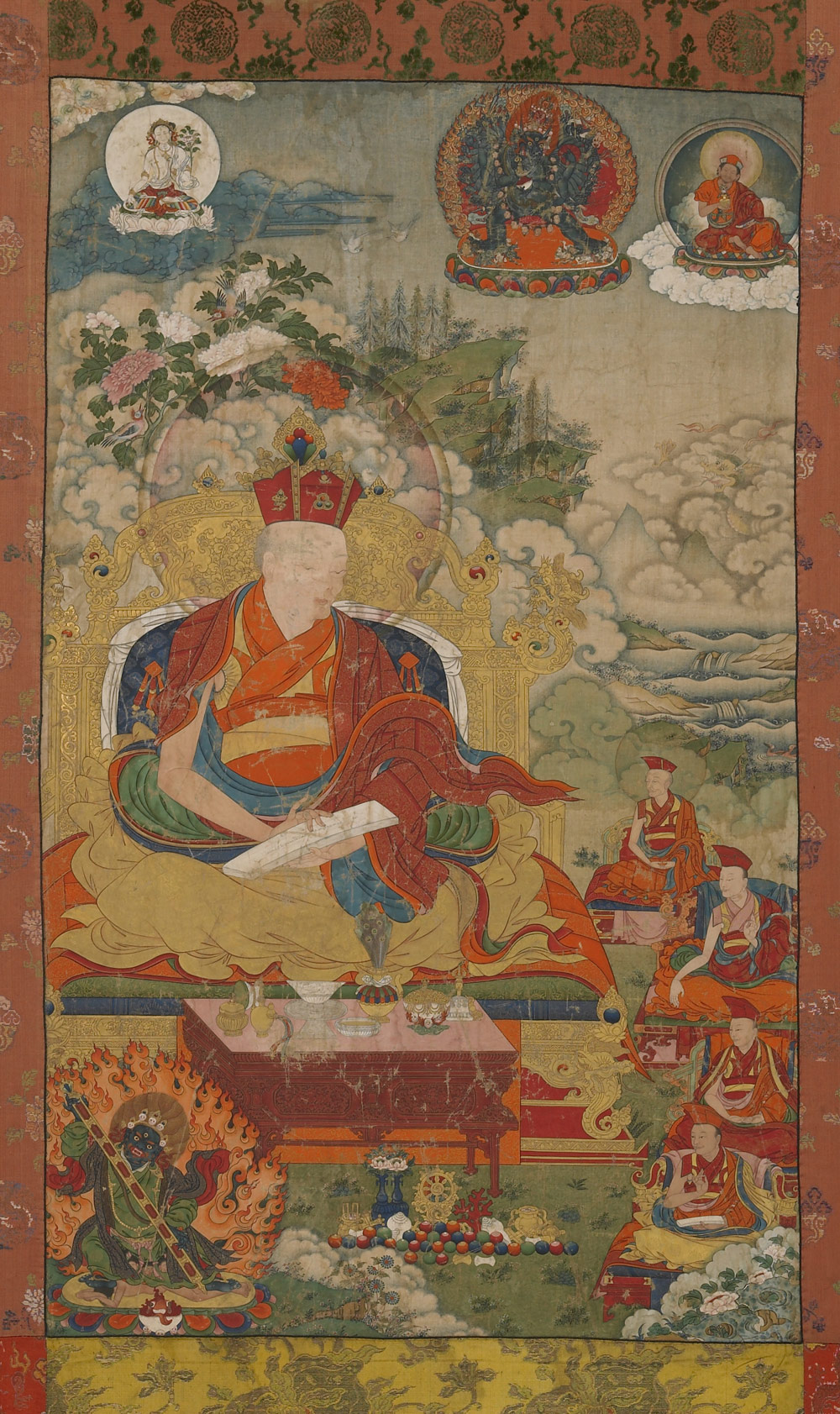
Situ Panchen as the Great Transmitter of his Lineage. ca. 1760, Rubin Museum of Art, NY

Situ Penchen Chökyi Chungne (geb. 1700; gest. 1774) war der 8. Tai Situpa der Karma-Kagyü-Schule des tibetischen Buddhismus. Chökyi Chungne war Schüler des 12. Karmapa Changchub Dorje. Er war Grammatiker und Autor, bedeutender Meister des „Karma-Gadri“-Stils (tib.: karma sgar bris) der Thangka-Malerei und gilt als Gründer des Klosters Pelpung Chökhor Ling. Besonders bekannt sind seine umfassende Arbeit zur Grammatik der tibetischen Sprache und seine Arbeit zur Derge-Ausgabe des Kangyur (tib.: sde dge bka' 'gyur).